# Герб Сілезького воєводства
Герб Сілезького воєводства (пол. Herb województwa śląskiego) - офіційний символ Сілезького воєводства, одного з 16 воєводств Польщі. Затверджений у червні 2001 року.

## Історія

### Герб Сілезького воєводстваДругої Речі Посполитої
У 1921 році, в результаті плебісциту та сілезьких повстань було створене автономне Сілезьке воєводство, а в 1928 році сілезький воєвода, доктор Михаль Гражинський звернувся до міністерства внутрішніх справ Польщі  з проханням затвердити історичний герб регіону. На ньому мав бути зображений герб князя верхньосілезьких п'ястів Болеслава I Опольського на середньовічному французькому щиті темно-кобальтового кольору. Заперечень проти цього не було, але воно не було затверджене у зв'язку з планованим затвердженням усіх гербів в єдиному регламенті.

### Сучасний герб
Нинішнє Сілезьке воєводство було створене в 1999 році, внаслідок адміністративної реформи в Польщі. Вже через 2 роки, 11 червня 2001 резолюцією Сеймику Сілезького воєводства був затверджений його офіційний герб.

## Опис
Офіційний опис:

Герб Сілезького воєводства зображає золотого орла П'ястів верхньосілезьких без корони, повернутого вправо, на синьому фоні.
Оригінальний текст (пол.)
Herb Województwa Śląskiego przedstawia złotego orła Piastów górnośląskich bez korony, zwróconego w prawo, na niebieskim tle.

## Галерея

Герб Верхньої Сілезії
Герб Нижньосілезького воєводства
Проєкт гербу Автономного сілезького воєводства